# Rhagio
Leptis, Palaeohilarimorpha
Genre
Synonymes
- Leptis Fabricius 1805
- Palaeohilarimorpha Meunier 1902

Rhagio est un genre d'insectes diptères brachycères de la famille des rhagionidés.

## Classification
Le genre Rhagio est décrit en 1775 par l'entomologiste danois Johan Christian Fabricius (1745-1808),.

## Espèces rencontrées en Europe
- Rhagio annulatus (De Geer, 1776)
- Rhagio balcanicus (Strobl, 1902)
- Rhagio beckeri Lindner, 1923
- Rhagio cavannae (Bezzi, 1898)
- Rhagio chrysopilaeformis (Bezzi, 1898)
- Rhagio chrysostigma (Loew, 1857)
- Rhagio cinerascens (von Röder, 1884)
- Rhagio cinereus (Zetterstedt, 1842)
- Rhagio cingulatus (Loew, 1856)
- Rhagio conspicuus Meigen, 1804
- Rhagio corsicanus Becker, 1910
- Rhagio difficilis Becker, 1921
- Rhagio ephippium (Zetterstedt, 1842)
- Rhagio flavicornis (Macquart, 1826)
- Rhagio freyae Lindner, 1923
- Rhagio funebris Meigen, 1820
- Rhagio fuscipennis (Meigen, 1820)
- Rhagio graeculus (Loew, 1869)
- Rhagio grandis Szilády, 1934
- Rhagio guadarramensis Strobl, 1909
- Rhagio idaeus Bezzi, 1908
- Rhagio immaculatus (Meigen, 1804)
- Rhagio insularis Becker, 1921
- Rhagio latipennis (Loew, 1856)
- Rhagio lineola Fabricius, 1794
- Rhagio maculatus (De Geer, 1776)
- Rhagio maculipennis (Loew, 1854)
- Rhagio medeae Iacob, 1971
- Rhagio montanus Becker, 1921
- Rhagio niger (Wiedemann, 1820)
- Rhagio notatus (Meigen, 1820)
- Rhagio pallidipennis Becker, 1921
- Rhagio perrisi (Gobert, 1877)
- Rhagio rondanii Bezzi, 1908
- Rhagio sardous Szilády, 1934
- Rhagio scolopaceus (Linnaeus, 1758)
- Rhagio sordidus (Loew, 1862)
- Rhagio strigosus (Meigen, 1804)
- Rhagio subpilosus (Becker, 1892)
- Rhagio taorminae Becker, 1921
- Rhagio tonsa (Loew, 1869)
- Rhagio tringarius (Linnaeus, 1758)
- Rhagio tristis (Schummel, 1837)
- Rhagio venetianus Becker, 1921
- Rhagio vitripennis (Meigen, 1820)

## Espèces fossiles
Selon Paleobiology Database en 2023, les espèces fossiles référencées sont au nombre de vingt-sept :
- †Rhagio bifurcatus, Meunier 1902
- †Rhagio calcaratus, Statz 1940
- †Rhagio expassus, Meunier 1910
- †Rhagio exporrectus, Meunier 1910
- †Rhagio expositus, Meunier 1910
- †Rhagio exsanguis, Meunier 1910
- †Rhagio fascinatoris, Meunier 1910
- †Rhagio ferus, Meunier 1910
- †Rhagio flexus, Meunier 1899
- †Rhagio fossitius, Melander 1949
- †Rhagio ignavus, Meunier 1910
- †Rhagio primaevus, Théobald 1937
- †Rhagio samlandicus, Meunier 1916
- †Rhagio wheeleri, Melander 1949[2]

### Publication originale
- (la) J. C. Fabricius, Systema Entomologiae, Sistens Insectorum Classes, Ordines, Genera, Species Adiectis Synonymis, Locis, Descriptionibus, Observationibus, 1775, 1-832 p.